# Jorge Luis Valdés
Artikeln följer den spanska namnseden; faderns efternamn är Valdés och moderns efternamn Berrier.
Jorge Luis Valdés Berrier, född den 12 februari 1961 i Jovellanos, död 28 januari 2025, var en kubansk basebollspelare som tog guld för Kuba vid olympiska sommarspelen 1992 i Barcelona. Detta var första gången baseboll var med vid olympiska sommarspelen, vilket innebär att Valdés var med i laget som tog det första guldet i baseboll vid olympiska sommarspelen.